# Goudel (Niamey)
Goudel ist ein Stadtviertel (französisch: quartier) im Arrondissement Niamey I der Stadt Niamey in Niger.

## Geographie

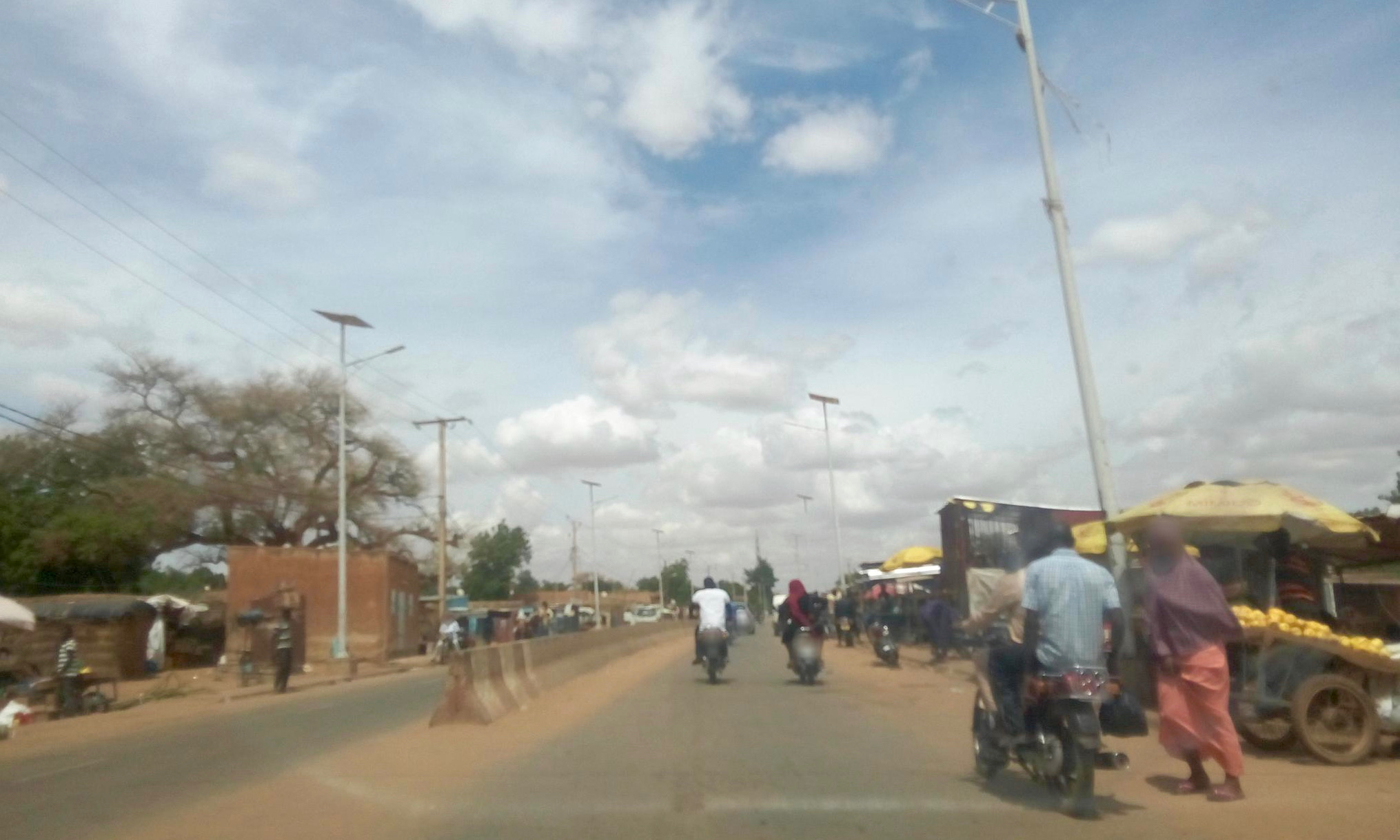
Straßenszene am Boulevard des Ambassades in Goudel (2018)

Goudel befindet sich im Westen von Niamey am Fluss Niger. Die angrenzenden Stadtviertel sind Losso Goungou im Westen, Koubia Sud im Norden und Koira Kano im Nordosten. Im Südosten geht das Stadtviertel in das Botschaftsviertel Ambassades über. Goudel erstreckt sich über eine Fläche von etwa 83,5 Hektar. Abgesehen von einem Uferstreifen liegt das Stadtviertel in einem Tafelland mit einer mehr als 2,5 Meter tiefen Sandschicht, wodurch eine bessere Einsickerung als in anderen Teilen der Stadt möglich ist.

## Geschichte

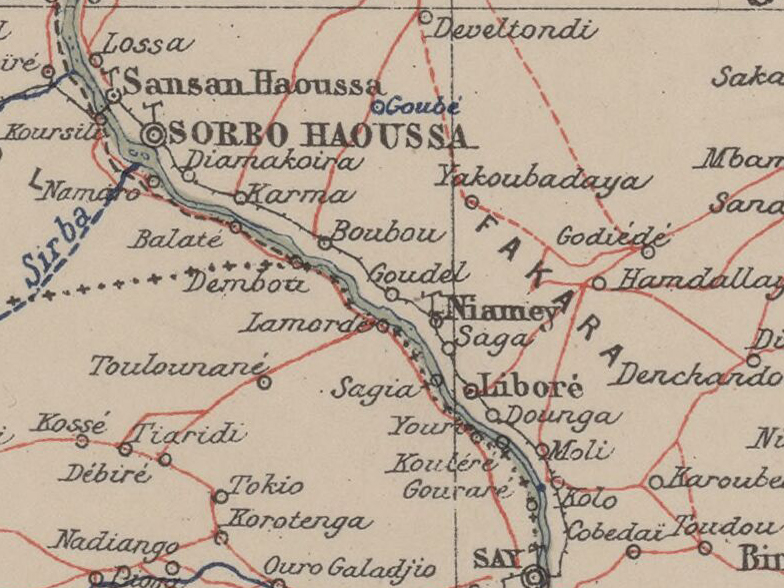
Ausschnitt einer Karte von 1903 mit Goudel im Zentrum

Die Zarma-Siedlung Goudel wurde im 16. Jahrhundert gegründet. In dieser Zeit gab es starke Migrationsbewegungen in das Gebiet der Jahrhunderte später gegründeten Stadt Niamey: Zarma und Songhai aus dem Songhaireich flohen vor den marokkanischen Eroberern, Maouri wanderten aus dem Gebiet von Dogondoutchi ein und Fulbe aus der ganzen Sahelzone. Der Rang, am Anfang der Besiedlungsgeschichte von Niamey zu stehen, ist zwischen Gruppen aus Goudel, Kalley, Maourey, Saga und Yantala strittig. Im 19. Jahrhundert gehörte Goudel, dessen Lokalherrscher den Titel Lamido führte, zum Emirat Gwandu, das wiederum ein Bestandteil des Kalifats von Sokoto war.
Viele Grundstücke in Goudel wurde in den 1950er Jahren, wie auch in Yantala und anderen Teilen der Anfang des 20. Jahrhunderts gegründeten und schnell wachsenden Stadt Niamey, unkontrolliert von Grundstücksspekulanten in Besitz genommen. Zu den ersten Käufern zählten ehemalige Soldaten und staatliche Funktionäre. Mit der Einteilung von Niamey in fünf Distrikte im Jahr 1979 wurde Goudel Teil des 1. Distrikts, der 1989 mit dem 2. Distrikt in der Teilgemeinde Niamey I aufging, die wiederum 1996 in der bisherigen Form aufgelöst wurde. Das Stadtviertel war 2007 einer der Spielorte der ersten Ausgabe des Open-Air-Kulturfestivals Pripalo unter der Leitung von Achirou Wagé.

## Bevölkerung
Bei der Volkszählung 2012 hatte Goudel 14.439 Einwohner, die in 2480 Haushalten lebten. Bei der Volkszählung 2001 betrug die Einwohnerzahl 9883 in 1586 Haushalten und bei der Volkszählung 1988 belief sich die Einwohnerzahl auf 6884 in 931 Haushalten.

## Wirtschaft und Infrastruktur

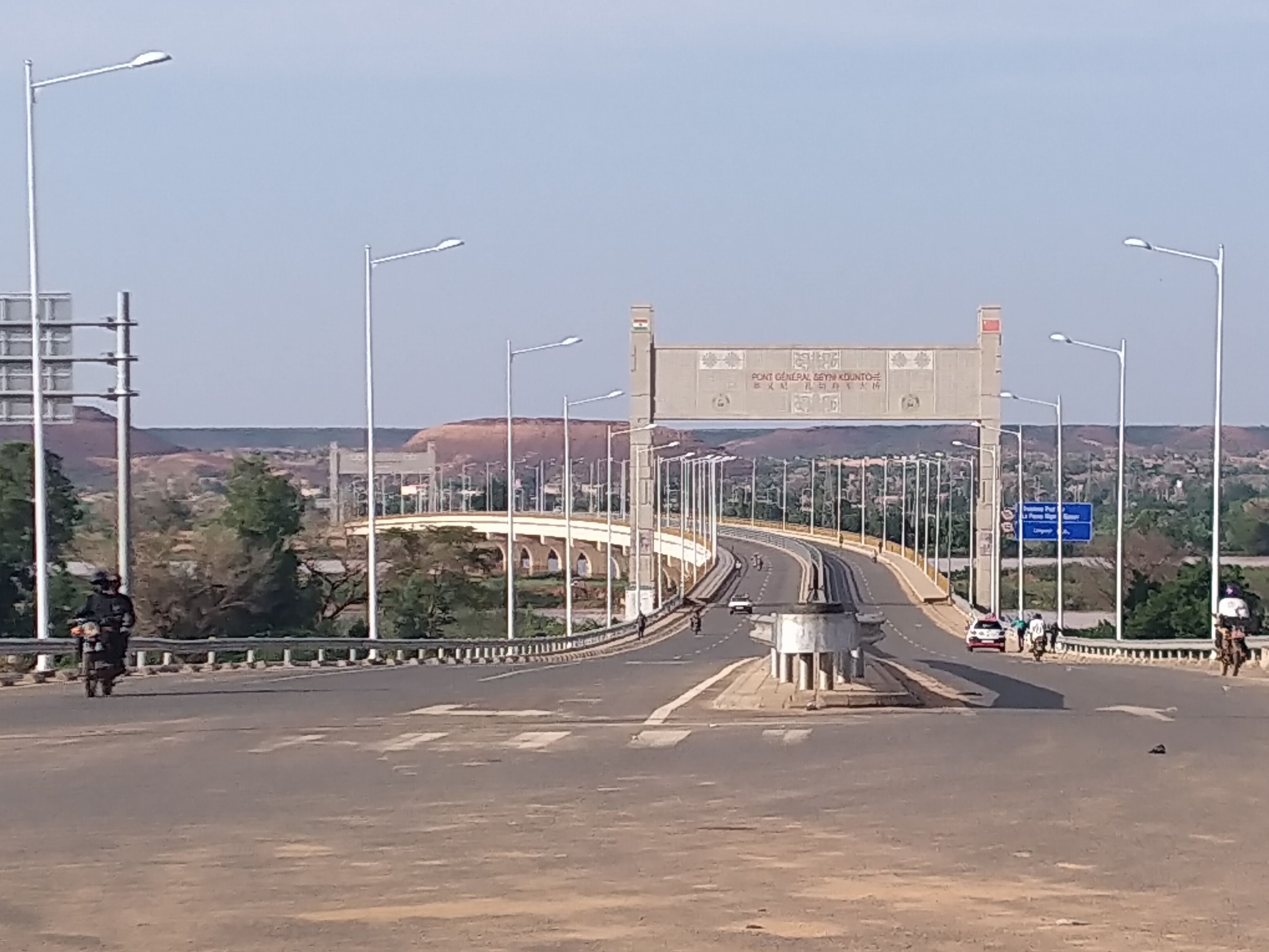
Auffahrt auf die General-Seyni-Kountché-Brücke in Goudel (2022)

In Goudel gibt es mehrere Grundschulen. Die römisch-katholische Missionsschule besteht seit 1951. Die älteste öffentliche Grundschule, die Ecole primaire de Goudel I, wurde 1966 gegründet. Im Stadtviertel ist mit einem Centre de Santé Intégré (CSI) ein Gesundheitszentrum vorhanden. Von 2013 bis 2015 wurde eine 18 Kilometer lange vierspurige Straße errichtet, die von Goudel über Tondibiah nach Tondi Koirey verläuft. Beim Stadtviertel führt die 2021 eröffnete General-Seyni-Kountché-Brücke über den Fluss Niger.
Am Fluss wird Gemüse angebaut, außerdem gibt es auf die Herstellung von Kompost spezialisierte Landwirte. Die Gemüsebauern von Goudel arbeiten in einer Kooperative zusammen. Im Stadtviertel ansässige Personen gehören traditionellerweise zu den Landbesitzern im Grüngürtel von Niamey, wo sie Ackerbau betreiben. Die Wohnhäuser in Goudel sind üblicherweise Lehmziegelbauten ohne jeden Komfort. Gekocht wird im Freien. Es gibt kein Fließwasser und entsprechend auch keine Duschen und Wasserklosetts.